# 戈登角
戈登角（英語：Cape Gordon）是南極洲的海岬，位於詹姆斯羅斯島群的維加島東端，海拔高度330米，由英國探險家詹姆斯·克拉克·羅斯率領的探險隊發現，現時由南極條約體系管理。